# Роджер Меддоуз-Тейлор
Роджер Меддоуз-Тейлор (нар. 26 липня 1949) — англійський музикант, співак і пісняр. Мультиінструменталіст, найбільш знаний як барабанщик рок-гурту «Queen». Як барабанщик, Тейлор отримав визнання на початку своєї кар'єри за унікальне звучання. В опитуванні радіослухачів, проведеному радіостанцією «Planet Rock» 2005 року, Тейлор посів восьме місце як найкращий барабанщик в історії класичної рок-музики.
Як пісняр Тейлор відпочатку записував пісні для альбомів «Queen», написав принаймні один трек на кожному альбомі і часто співав у власних композиціях. Тейлор написав або був співавтором трьох пісень, які посіли першу позицію у британському чарті («These Are the Days of Our Lives», «Innuendo» і «Under Pressure») і зробив внесок у написання п'яти великих хітів («Radio Ga Ga», «A Kind of Magic», «Heaven for Everyone», «Breakthru», та «The Invisible Man»). Він також, як відомо, був головним автором міжнародного «топ-10» хіта «One Vision», хоча трек приписують всьому гурту. Він співпрацював із такими артистами, як Ерік Клептон, Роджер Вотерс, Роджер Долтрі, Роберт Плант, Філ Коллінз, гурт «Genesis», Джиммі Нейл, Елтон Джон, Гері Ньюмен, Шакін Стівенс, гурт «Foo Fighters», Ел Стюарт, Стів Вай, Йошикі, Сінді Олмоузні і гурт «Bon Jovi». Як продюсер спродюсував альбоми Вірджинії Вулф, Джиммі Нейла і гурту «Magnum».
На додаток до своєї роботи ударником, Тейлор іноді грав на клавішних, гітарах і басі у власних піснях. У 1980-х роках, на додаток до своєї роботи у гурті «Queen», він сформував паралельний гурт, «The Cross», де був вокалістом і ритм-гітаристом. На початку 1980-х Тейлор також був учасником популярної британської вікторини «Pop Quiz», організованої Майком Рідом.
Згідно з списку багатіїв «Sunday Times Rich List», статки Тейлора оцінили у 80 мільйонів фунтів стерлінгів або близько 127 мільйонів доларів станом на 2011 рік. 2014 року він з'явився у британському комедійному документальному серіалі «Життя року з Браяном Перном». Тейлор також добре знаний завдяки вокальному фальцет-діапазонові.

## Ранні роки
Роджер Тейлор народився 26 липня 1949 року в лікарні Вест-Норфолк-енд-Лінн, на Екстон Роуд у Кінґс Лінн, Норфолк. Нове пологове відділення відкрила (в той час) майбутня королева Єлизавета II, де її познайомили з 16 новими матерями, зокрема й місіс Вініфред Тейлор. Тейлор спочатку жив на Гай-стріт, 87 у місті Кінґс-Лінн, але пізніше переїхав на Белей-стріт у тому ж місті. Перша школа, куди Тейлор пішов навчатись знаходилась на Роузбері-авеню. Тейлор переїхав до міста Труро, Корнуолл, Південно-Західна Англія, зі своєю матір'ю Вініфред, батьком Майклом і молодшою сестрою Клер. Коли йому було сім років, він разом з деякими друзями сформував свій перший гурт, «Bubblingover Boys», де грав на гавайській гітарі.Деякий час навчався у Кафедральній школі міста Труро, а в 13 років вступив до Трурської школи на денну форму навчання. В 15 років Тейлор став членом гурту «Reaction», напівпрофесійного рок-гурту, сформованого, переважно, зі школярів Трурської школи. Тейлор спочатку вчився грати на гітарі, але став барабанщиком, коли зрозумів, що у нього є до цього природні здібності. Він навчився налаштовувати свої барабани, натхненний «відмінним звучанням ударних» Кіта Муна у ранніх альбомах гурту «The Who». Іншим ключовим фактором, що вплинув на хлопця, був барабанщик Мітч Мітчелл з «Jimi Hendrix Experience», який, за словами Тейлора, став для нього взірцем для наслідування на початках.
1967 року Тейлор вирушив до Лондона, щоб вивчати стоматологію в лондонському Госпітальному медичному коледжі, але йому швидко набридла стоматологія, і незабаром він перейшов на біологію та здобув ступінь бакалавра в Політехнічному інституті Східного Лондона.

## Кар'єра

### 1968—1970:Smile
Тейлор познайомився з Браяном Меєм і Тімом Стаффеллом у 1968 році, після того, як його друг побачив рекламу на дошці оголошень в Імперському коледжі, що гурту «Smile» потрібен барабанщик. У «Smile» Мей грав на соло-гітарі, Стаффелл на вокалі та басі, а пізніше Тейлор на барабанах. Гурт проіснував всього два роки, перш ніж Стаффелл пішов, щоб приєднатися до гурту «Humpy Bong», залишивши гурт з каталогом з дев'яти пісень.
22 грудня 1992 року «Smile» возз'єднався для декількох пісень. Гурт Тейлора «The Cross» був хедлайнером, і він запросив Мея та Стаффелла зіграти пісні «Earth» і «If I Were A Carpenter».

### 1970-ті—до сьогодні:Queen

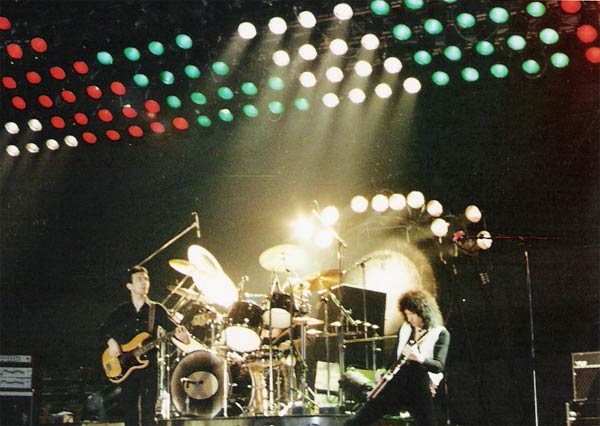
Тейлор виступає з «Queen» у 1979 році

1969 року Тейлор працював з Фредді Мерк'юрі у кенсінґтонському маркеті (вони жили разом на квартирі приблизно в той же час). Мерк'юрі, тоді знаний як Фредді Булсара, був пристрасним шанувальником гурту «Smile». Гурт розпався 1970 року. Того ж року Тейлор відмовився від можливості стати барабанщиком гурту «Genesis», натомість до них приєднався Філ Коллінз. Булсара переконав двох учасників «Smile», що залишилися, продовжити грати, і врешті-решт сам приєднався до групи, яку перейменував на «Queen». 1971 року вони знайшли бас-гітариста Джона Дікона і привели його до гурту, перш ніж випустити свій дебютний альбом 1973 року. Тейлор є третім за значущістю піснярем гурту, зазвичай він писав один або два треки для кожного альбому, і вважається видатним композитором.

### 1977-до сьогодні: сольна кар'єра
Тейлор зробив продуктивну сольну кар'єру, випустивши п'ять альбомів. Його першим синглом став «I Wanna Testify» 1977 року. Він записав його під час сесій «Queen» для альбому «News of the World». Пісню записали на стороні А платівки, вона була кавер-версією однойменної пісні гурту «The Parliaments», яка повністю відрізнялася від оригіналу. На стороні Б записали його самостійно написану пісню «Turn on the TV».
Перший сольний альбом Тейлора, «Fun in Space», вийшов 1981 року. Тейлор виконав всі вокальні партії і грав на всіх інструментах, крім половини клавішних, які створив інженер Девід Річардс. У той час «Queen» продовжували активно гастролювати і записуватися, тому Тейлор не зміг просунути власний альбом максимально, тож з'явився на деяких європейських телешоу, аби просунути свій сингл «Future Management», зокрема й на програмі «Top of the Pops». Єдиним іншим синглом з альбому став трек «My Country». Єдиний американський сингл з альбому — «Let's Get Crazy».
Наступною роботою Тейлора став альбом «Strange Frontier», який з'явився в червні 1984 року. Три пісні альбому стали синглами: титульний трек, «Beautiful Dreams» (тільки в Португалії) і «Man on Fire», останній він особливо любив виконувати наживо в наступні роки. Оскільки «Queen» гастролювали на підтримку альбому «The Works», жодних спроб просування синглів не робилось, і Тейлор не виступав на жодних телешоу. У запису «Strange Frontier» гостями стали його колеги по гурту: Фредді Мерк'юрі, Браян Мей і Джон Дікон. Мерк'юрі співав бек-вокал у пісні «Killing Time», Дікон реміксував Б-сторону синглу «I Cry For You», а гітарист гурту «Status Quo» Рік Парфітт був співавтором і грав у пісні «It's An Illusion». Девід Річардс, інженер і продюсер «Queen» в той час, також був співавтором двох треків. Альбом включає кавер-версії Брюса Спрінгстіна «Racing in the Street» і Боба Ділана «Masters of War».
1986 року Тейлор став співпродюсером шостого студійного альбому рок-гурту «Magnum» — «Vigilante».
Після того, як «Queen» закінчили «The Magic Tour» 1986 року, Тейлор заснував новий гурт «The Cross», який випустив три альбоми за шість років свого існування. 1993 року гурт розпався після останнього концерту на фестивалі у Госпорті.
1994 року Тейлор працював з Йошікі, барабанщиком та піаністом японського гурту «X Japan» і випустив пісню «Foreign Sand», а також перероблену версію пісні гурту «The Cross» — «Final Destination». Альбом «Happiness?» був «присвячений тасманскому тигру — thylacinus cynocephalus, але особливо… Фредді». Пісня «Nazis 1994» з цього альбому стала першим синглом Тейлора в Англії, також до топ-40 Великої Британії потрапили два інші хіти «Happiness» і «Foreign Sand».
1998 року Тейлор випустив свій четвертий сольний альбом «Electric Fire». Він підтримав його невеликим туром навесні 1999 року, до якого приєднався Браян Мей на концерті у Вулвергемптоні. Тейлор також дав один з перших інтернет-концертів, за який отримав згадку в Книзі рекордів Гіннеса.
У 2010 році, після майже дванадцяти років після випуску останнього сольного альбому, Тейлор планував випустити новий студійний альбом «The Unblinking Eye». Перший однойменний сингл випустили 23 листопада 2009 року в цифровому форматі, але на численні прохання його також випустили як сингл з обмеженим тиражем. Спочатку його злили на офіційний сайт фан-клубу «Queen» тільки для його учасників, та сингл все ж потрапив на YouTube за лічені години після випуску. Наприкінці 2012 року оголосили, що фанати зможуть проголосувати за те, які пісні з'являться на новому альбомі, а сам альбом планують випустити в цьому році.
Альбом назвали «Fun on Earth» і випустили 11 листопада 2013 року.

### The Cross
Гурт «The Cross» був стороннім проєктом Тейлора, що існував з 1987 по 1993 рік, він випустив три альбоми. Ще як барабанщик «Queen», Тейлор виступав у «The Cross» як ритм-гітарист і вокаліст. До свого дебютного релізу, «The Cross» включили музику з танцювальним ухилом, яку вони залишили у двох наступних альбомах. Гурт ніколи не мав великого комерційного успіху, окрім Німеччини.

#### Shove It

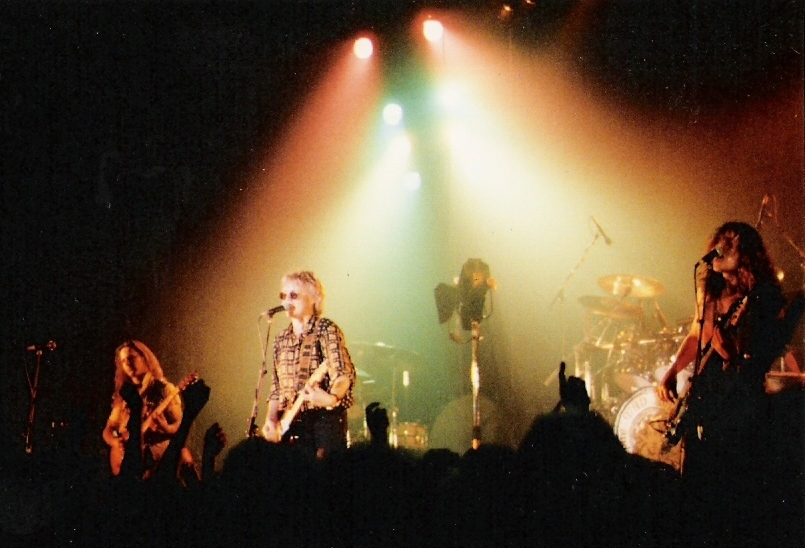
Тейлор виступає з «The Cross» у 1990 році

Після гастролей «The Magic Tour» 1986 року, учасники «Queen» розійшлися, щоб працювати над різними сольними роботами. Тейлор вирішив створити новий гурт, з яким міг би гастролювати. Він сам написав і записав альбом, перш ніж знайшов гурт, з яким можна було б грати пісні. Зрештою він розмістив оголошення про пошук членів для гурту в національній газеті, натякаючи, що він відомий рок-музикант. Місце клавішника він відповідно запропонував Спайку Едні, після двох успішних турів «Queen», які той відіграв. Після прослуховування, до складу гурту увійшли: Пітер Нун — бас, Клейтон Мосс — гітара і Джош Макрей — барабани. Тейлор взяв на себе роль вокаліста і ритм-гітариста.
Перший альбом, «Shove It», випустили 1988 року. У Європі в «Heaven for Everyone» (пізніше пісні «Queen») Фредді Мерк'юрі був на вокалі і Тейлор на бек-вокалі. Однак на сингл-версії та американському альбомі ролі помінялися. Європейський компакт-диск містив додатковий трек — мікс «2nd Shelf» (порівняно з касетою і LP), а американська версія мала пісню «Feel The Force» як додатковий трек. Гурт активно виступав (особливо в Німеччині), багато виконував сингли на телебаченні, зокрема виступив на фестивалі «Золота роза» в Монтре 1988 року. Тур проходив у різних місцях Великої Британії та Німеччини. З альбому випустили три сингли: «Cowboys and Indians», «Heaven for Everyone» і «Shove It». Ще один сингл, «Manipulator», випустили 1988 року, та його не включили в жоден альбом. Також це була єдина на той час спільна робота, яку Тейлор написав разом з Едні та Стівом Стренджем.

#### Mad, Bad and Dangerous to Know

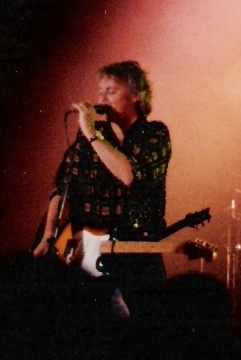
Виступ Тейлора з «The Cross» у 1990 році

Закінчивши альбом «Queen» «The Miracle» 1989 року, Тейлор вперше увійшов в студію разом з іншими членами гурту «The Cross», щоб записати альбом «Mad, Bad та Dangerous to Know». Гурт написав перший трек «On Top of the World Ma» з рифом, що нагадує трек гурту «Led Zeppelin» «Whole Lotta Love». Інша частина альбому складалася, переважно, з написаних індивідуально пісень, за винятком «Power To Love», що була результатом спільних зусиль Макрея, Нуна і Мосса. Клейтон Мосс співав вокальну партію для власного треку «Better Things», а Спайк Едні грав на мандоліні в пісні «Final Destination», яку написав Тейлор. «Final Destination», а також «Liar» і «Power To Love» випустили як сингли, остання пісня стала також останнім синглом, який гурт випустив у Великій Британії. Сингл «Final Destination» вийшов з живим виконанням пісні Тейлора «Man on Fire» на Б-стороні, а сингл «Liar» (пісня Нуна) вийшов з абсолютно новим треком «In Charge of My Heart», який також написав Тейлор. Сингл «Liar» на 12-дюймовій платівці і на CD включав розширені ремікси пісень «Liar» та «In Charge of My Heart». Інструментальну секцію на початку пісні «In Charge of My Heart» використовували як відкриття на концертах у турі-супроводі. Пісню «Closer To You» (яку написав Едні) планували випустити в Америці, але цього не сталось. Гурт відмовився від ринку Великої Британії, бо супровідний тур включав лише виступи в Німеччині, Австрії, Швейцарії та на Ібіці.

#### Blue Rock
Створений тоді, коли зусилля Тейлора були зосереджені на «Queen» і самому Мерк'юрі, альбом «Blue Rock» дав іншим учасникам гурту «The Cross» можливість взяти під контроль майбутній альбом. Фактично, альбом здебільшого написав Едні, який вніс три своїх власних композиції і зробив свій внесок у ще чотири. Вчергове вступний трек написали всім гуртом, «Bad Attitude» написали (хоч і не повністю) під час Різдвяної фан-клубної вечірки 1990 року. Сам альбом містив багато вокалу не Тейлора, а переважно Едні і Нуна. Приклади цього можна почути в піснях «Put It All Down To Love» (Едні), «Life Changes» (Мосс, Нун, Едні і Макрей) і «Heartland» (Б-сторона синглу «To Life Changes», написана Нуном). Альбом «Blue Rock» випустили тільки в Німеччині (хоча промо-копії випустили в Італії та Японії), тому копії вважаються дещо рідкісними. Сингл з альбому «New Dark Ages» (написана Тейлором) випустили в Німеччині з іншою концертною версією пісні «Man on Fire», а сингл «Life Changes» випустили з піснею «Heartland» на Б-стороні. Однак його негайно відкликали через смерть Мерк'юрі. Тур до альбому супроводжувався підтримкою гурту «Magnum», тому тривалість концертів була короткою (45 хвилин), збереглося дуже мало бутлегів. Сам тур був швидким, гурт зіграв 20 виступів за один місяць.

#### РозпадThe Cross
Гурт розпався у 1993 році після останнього концерту. Тейлор продовжував працювати з «Queen» і випускати сольні альбоми. Барабанщик Макрей супроводжував Тейлора в його сольних турах, а також грав на ударних на Концерті пам'яті Фредді Мерк'юрі. І Тейлор, і клавішник Едні брали участь в турах «Queen + Пол Роджерс», а Макрей працював за лаштунками як співпродюсер, звукорежисер та інженер. Наприкінці 1990-х Едні сформував гурт «Spike's s All Stars», в якому постійно змінюється склад з популярних музикантів 1980-х років.

### 21-е століття
Тейлор разом з Меєм брали участь в різних інших подіях та промо-заходах, зокрема вступі «Queen» в «Залі слави рок-н-ролу» 2001 року і «Вечірці в палаці» 2002 року, присвяченій золотому ювілею королеви Єлизавети II. У 2004 році Тейлор, Мей і Майк Діксон отримали нагороду «Helpmann Award» за кращу музичну режисуру мюзиклу «We Will Rock You». На фестивалі «Live Earth» 2007 року Тейлор відкрив концерт з Тейлором Гокінсом з «Foo Fighters» та Чедом Смітом з «Red Hot Chili Peppers».
Тейлор і Мей, виступаючи як «Queen», також тричі з'являлися на американському конкурсі співочого телешоу «American Idol». Перший виступ відбувся 11 квітня 2006 року, під час якого учасники цього тижня повинні були заспівати пісню «Queen». Серед виконаних пісень були «Bohemian Rhapsody», «Fat Bottomed Girls», «The Show Must Go On», «Who Wants to Live Forever» і «Innuendo». Другий раз «Queen» з'явилися у фіналі восьмого сезону в травні 2009 року, виконавши «We Are the Champions» з фіналістами Адамом Ламбертом і Крісом Алленом. Третій виступ відбувся в одинадцятому сезоні 25 і 26 квітня 2012 року, де вони виконали попурі з шістьма фіналістами першого шоу. Наступного дня вони виконали «Somebody to Love» з гуртом «Queen Extravaganza».
У листопаді 2009 року Тейлор з'явився на реаліті-шоу «The X Factor» з Меєм, де вони, як «Queen», були наставниками конкурсантів, та виконали «Bohemian Rhapsody». У тому ж місяці Тейлор підтвердив, що планує гастролювати з Тейлором Гокінсом, який він описав як «швидкий тур». На церемонії вручення премії «MTV Europe Music Awards» 6 листопада 2011 року, «Queen» отримали нагороду «Global Icon Award», Тейлор і Мей закрили церемонію нагородження, з Адамом Ламбертом на вокалі, виконавши «The Show Must Go On», «We Will Rock You» і «We Are the Champions». 2011 року, Тейлор разом зі Стівеном Тайлером і Роджером Долтрі приєднався до консультативної ради «Edge Music Network». Тейлор виступив на церемонії закриття літніх Олімпійських ігор 2012 року в Лондоні 12 серпня.
У 2013 і 2014 роках Тейлор був виконавчим продюсером фільму «Одинокий», режисером якого був Саша Крейн. Додатково до цих обов'язків він надав оригінальну музику, зокрема пісню «When We Were Young» та три інструментальні пісні, які служать другорядною/фоновою музикою у фільмі і під час заключних титрів. Тейлор також був спеціальним гостем валлійського рок-виконавця Джейсі Льюїса у його проєкті «Protafield», де зіграв на ударних для треку «Wrath». 15 листопада 2014 року Тейлор приєднався до благодійної групи «Band Aid 30», граючи на барабанах разом з діючими британськими та ірландськими поп-артистами на останній версії треку «Do They Know It's Christmas?» в «Sarm West Studios» в Ноттінґ-Гіллі, Лондон, щоб зібрати гроші для допомоги з кризою вірусу Еболи 2014 року в Західній Африці.
5 і 6 вересня 2015 року Тейлор разом з Джоном Полом Джонсом з «Led Zeppelin» приєднався до «Foo Fighters» на сцені у Мілтон-Кінзі, щоб виконати кавер на пісню «Queen» і Девіда Боуї «Under Pressure».

## Вплив і улюблені барабанщики
Тейлор сказав, що на початку творчості зразком для наслідування для нього як барабанщик був Мітч Мітчелл з «The Jimi Hendrix Experience». Він казав: «Я досі думаю, слухаючи Мітча Мітчелла, особливо його ранні штуки з Гендріксом, це просто фантастично. Цей сплав джазової техніки та чудових рифів, але з цією повторюваною жорстокою атакою на барабанну установку, він має багато джазових впливів, я думаю. Фактично для мене він грав на установці, ніби співав пісню, це було просто чудово. Повне влиття в пісню. Не просто відмітки часу».
Тейлор також висловив велике захоплення Джоном Бонемом з «Led Zeppelin». Коли говорив про Бонема, Тейлор сказав: «Найвизначнішим рок-н-рольним барабанщиком усіх часів і народів був Джон Бонем, який робив речі, які до того ніхто навіть не вважав за можливе зробити з барабанною установкою. І також найвеличніший звук виходив з його барабанів — вони лунали надзвичайно, і це лише з одним басовим барабаном. Він так швидко працював з ним, що в нього з одним басовим барабаном виходило більше, ніж у більшості людей з трьома, якщо вони ще впоралися з ними. І в нього була запальна техніка та фантастична сила та потрясне чуття до рок-н-ролу». Однак щодо справді гострої техніки, Тейлор описував джазового та біг-бендового барабанщика Бадді Річа як «найкращого, якого бачив у житті».
Говорячи з виданням «Modern Drummer» у 1984 році, Тейлор також описав Кейта Муна, барабанщика «The Who», як «абсолютно блискучий… у нього був абсолютно унікальний стиль, він нікому нічого не винен».

## Особисте життя
Під час випуску у 1977 році альбому «News of the World», Тейлор зустрів свою майбутню подругу Домінік Бейренд. У той час вона працювала на Річарда Бренсона, який керував безкоштовним концертом «Queen» в Гайд-парку. Вони жили разом з 1980 по 1987 рік, виховуючи своїх двох дітей: Фелікса Лютера, (який випустив сингли «Woman You So Beautiful» і «Sunny Day» разом зі своїм батьком в рамках проєкту «Felix & Arty» у 2006 році), і Рорі Елеонор. У січні 1988 року, хоча відносини між подружжям розірвалися, Бейренд і Тейлор вирішили одружитися, щоб захистити інтереси своїх дітей в майбутньому. У той час Тейлор зустрічався з іншою жінкою, Деббі Ленг (з відео «Breakthru»), до якої він переїхав через місяць після його фіктивного шлюбу з Домінік. Перед смертю Фредді Мерк'юрі у Тейлора і Ленг з'явилася перша дитина, Руфус Тайгер, що народився в березні 1991 року. Він також став барабанщиком, виступав в гурті «The Darkness» і був гастролюючим музикантом проєкту «Queen + Адам Ламберт». У пари народилося ще двоє дітей; Тайгер Лілі (1994) і Лола Дейзі Мей (2000), перш ніж вони розлучилися наприкінці 2002 року. 3 жовтня 2010 року Тейлор знову одружився зі своєю подругою Саріною Потджетер, з якою зустрічався протягом шести років.
За релігійними поглядами — атеїст.
Тейлор мешкає в Путтенхемі, Суррей.

## Перебування в Україні
У 1993 році Роджер Тейлор приїздив у Івано-Франківськ, точніше, через Івано-Франківськ. Тоді він їхав на відпочинок у Карпати. Збереглося архівне інтерв'ю документаліста, а тоді тележурналіста ОТБ «Галичина» Мирослава Бойчука з барабанщиком, взяте прямо на східцях Франківської обласної Ради. На 4:22 в кадр (опитування на вулиці) потрапив також зовсім молодий тоді ще Дмиро Ципердюк (Dazzle Dreams).  
«Роджер Тейлор один із Квін» під такою назвою того ж року вийшла одна із авторських терепередач Мирослава Бойчука «МІД» («Мовчіть і Дивіться»).
Її основою якраз і стало інтерв'ю з барабанщиком групи «Queen» Роджером Тейлором, але то була тільки маленька часточка усього (майже 90 хвилин) відео, знятого під час його перебування в Україні. Мабуть тому, що Мирослав не задав жодного недоречного запитання щодо смерті Фреді Меркюрі, Роджер і його команда дозволили йому знімати все і всюди, де він забажав.
«Можливо, — це з мого боку було вже занадто, — ділиться своїми спогадами М.Бойчук, але я дозволив собі залізти навіть в середину їхнього літака. А ще мені згодом подарували відео зняте операторами Роджера під час всього його перебування в Україні».

## Вшанування
Вид роду бабок «Heteragrion» («Odonata: Zygoptera») з Бразилії назвали «Heteragrion rogertaylori» на честь Тейлора у 2013 році з етимологією: «Я називаю цей вид на честь Роджера Тейлора, барабанщика і автора пісень, чиє потужне звучання, прекрасна лірика і хрипкий голос зачаровували світ протягом понад чотирьох десятиліть».
У 1999 році Тейлор став першою живою людиною, не бувши членом британської королівської сім'ї, що з'явилася на поштовій марці «Royal Mail», потрапивши після Фредді Мерк'юрі до випуску «Великі британці». Це викликало суперечки, тому що згідно затверджених правил, єдині живі люди, яким дозволено з'являтися на британських марках, мають бути членами королівської сім'ї.
2002 року Тейлор з'явився на різдвяній листівці «Дванадцять барабанщиків» з набору «Дванадцять днів Різдва», яку продавали у Вулворті, щоб зібрати гроші для Національного суспільства щодо попередження жорстокого поводження з дітьми — разом з однойменним барабанщиком гурту «Duran Duran».

## Дискографія

### Сольні альбоми
- Fun in Space (1981)
- Strange Frontier (1984)
- Happiness? (1994)
- Electric Fire (1998)
- Fun on Earth (2013)